# 碧南市芸術文化ホール
碧南市芸術文化ホール（へきなんしげいじゅつぶんかホール）は、愛知県碧南市にあるホール・劇場。

## 歴史
1993年（平成5年）7月17日に碧南市芸術文化ホールが開館。隣接する碧南市民図書館と併せて、へきなん芸術文化村として整備された。1994年（平成6年）には第2回愛知まちなみ建築賞を受賞した。

## 施設

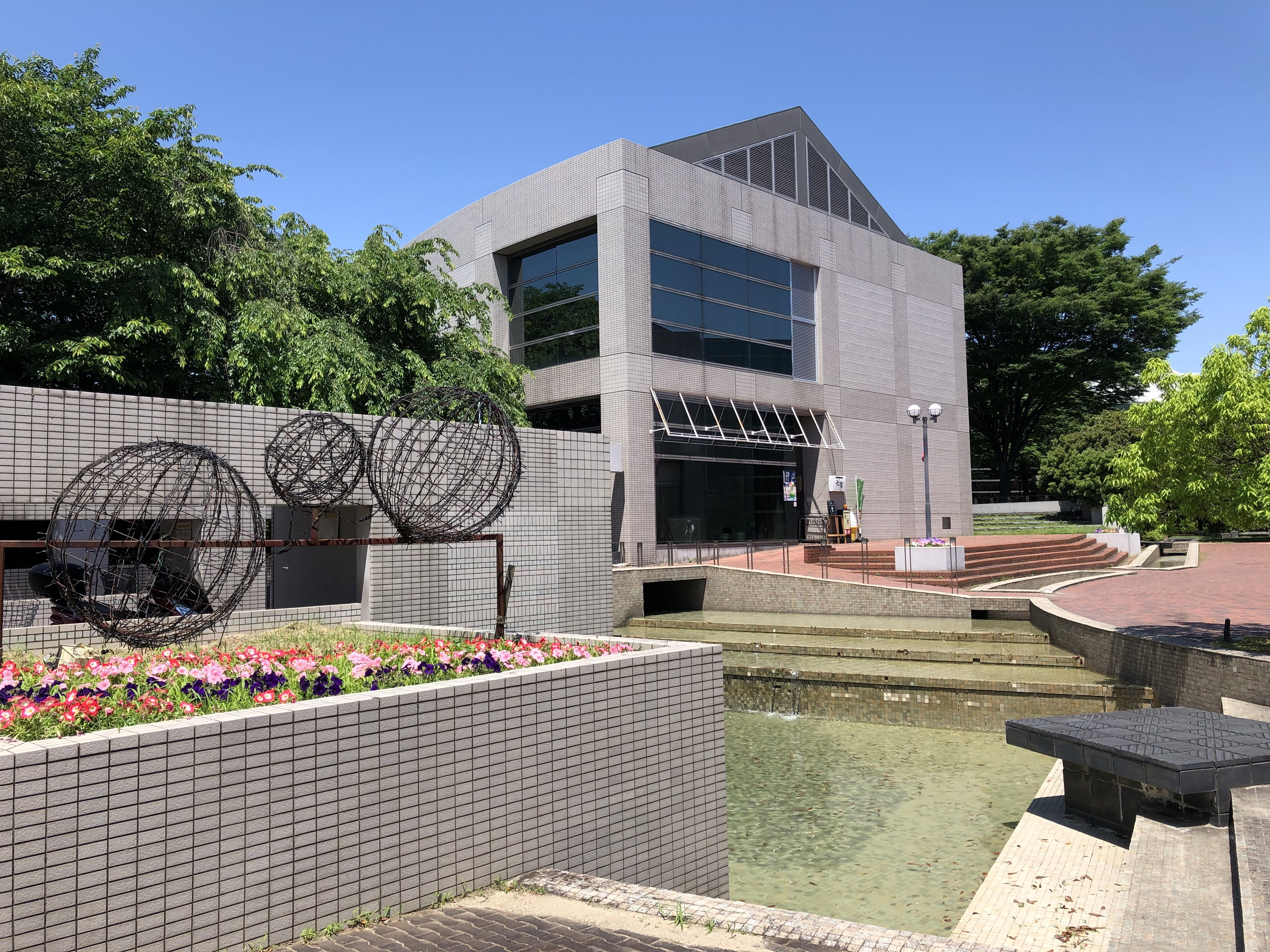
レストラン七宝

館内にはコンサートホールの「エメラルドホール」や多目的ホールの「シアターサウス」のほか、スタジオや会議室、楽屋なども備えている。なお、エメラルドホールは碧南の「碧（みどり）」に、シアターサウスは碧南の「南」にそれぞれ由来している。
- エメラルドホール
- シアターサウス
- スタジオ
- 会議室
- 多目的ロビー
- 楽屋

など

## 建築概要
- 設計 : 久米設計
- 施工 : 戸田・白竹・梶川・木村建設共同企業体
- 構造 : RC造一部SRC造、S造
- 建築主 : 碧南市

## 交通アクセス
- 名鉄三河線 北新川駅から徒歩で約5分。